# Leva egiziana
La leva egiziana fu una componente delle relazioni coloniali anglo-tedesche della fine del XIX secolo che prevedeva il consenso del Regno Unito rispetto alle iniziative coloniali africane della Germania in cambio del sostegno tedesco all'occupazione britannica dell'Egitto.

## Contesto

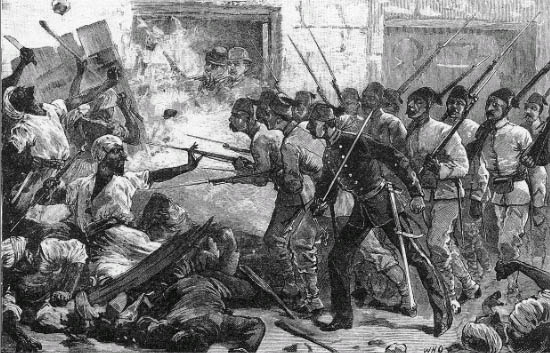
Rivolte anti-europee ad Alessandria, come illustrato dal Canadian Illustrated News

Dopo il ritiro francese dall'Egitto durante le guerre napoleoniche un ufficiale ottomano-albanese, Muhammad Ali prese il controllo dell'Egitto attraverso una guerra civile a tre vie, affermandosi come Wāli tra il 1805 e il 1848. Durante il suo regno lasciò che contraenti e venditori europei entrassero nel paese, stabilendo un cordiale rapporto con i francesi. Tuttavia, sotto suo nipote, la politica estera di Abbas I (1848-1854) fu ribaltata, mentre Abbas si rivolse ai rivali dei francesi per combattere gli ottomani: gli inglesi.
Entro il 1870 sotto il regno di Isma'il Pasha, l'Egitto era caduto sotto una spirale di corruzione, cattiva gestione, forte influenza europea e debito. Le misure prese per rimandare il fallimento dei Khedive erano fallite e nel 1876 fu istituita la Commissione del debito pubblico per tentare di tenere sotto controllo il debito della nazione. I suoi membri erano stati nominati da Francia, Gran Bretagna, Austria e Italia. Lo stesso anno, le entrate e le spese egiziane furono poste sotto la sorveglianza di un controllore francese e britannico, stabilendo un periodo di doppio controllo in Egitto. Alla fine del 1880, importanti postazioni governative e militari erano sotto il controllo di europei, turchi, circassi e albanesi. Insieme alla crescente crisi fiscale, ci fu un aumento dell'alfabetizzazione, che favorì la consapevolezza pubblica della situazione e sfociò in una protesta contro il controllo europeo lanciata dal colonnello Ahmad Urabi. Fu brevemente imprigionato prima di essere promosso ministro della guerra in un governo ribelle di successiva formazione. Ciò aggravò il rapporto con i governi britannico e francese fino ad arrivare a minacciare la guerra. Nel giugno del 1882 scoppiarono rivolte ad Alessandria contro cittadini stranieri. Dopo questi avvenimenti, gli inglesi e i francesi decisero di intervenire, gli inglesi lanciarono un'invasione nel luglio dello stesso anno. Urabi e le sue forze furono sconfitte quel settembre nella battaglia di Tell El Kebir.

## La questione egiziana

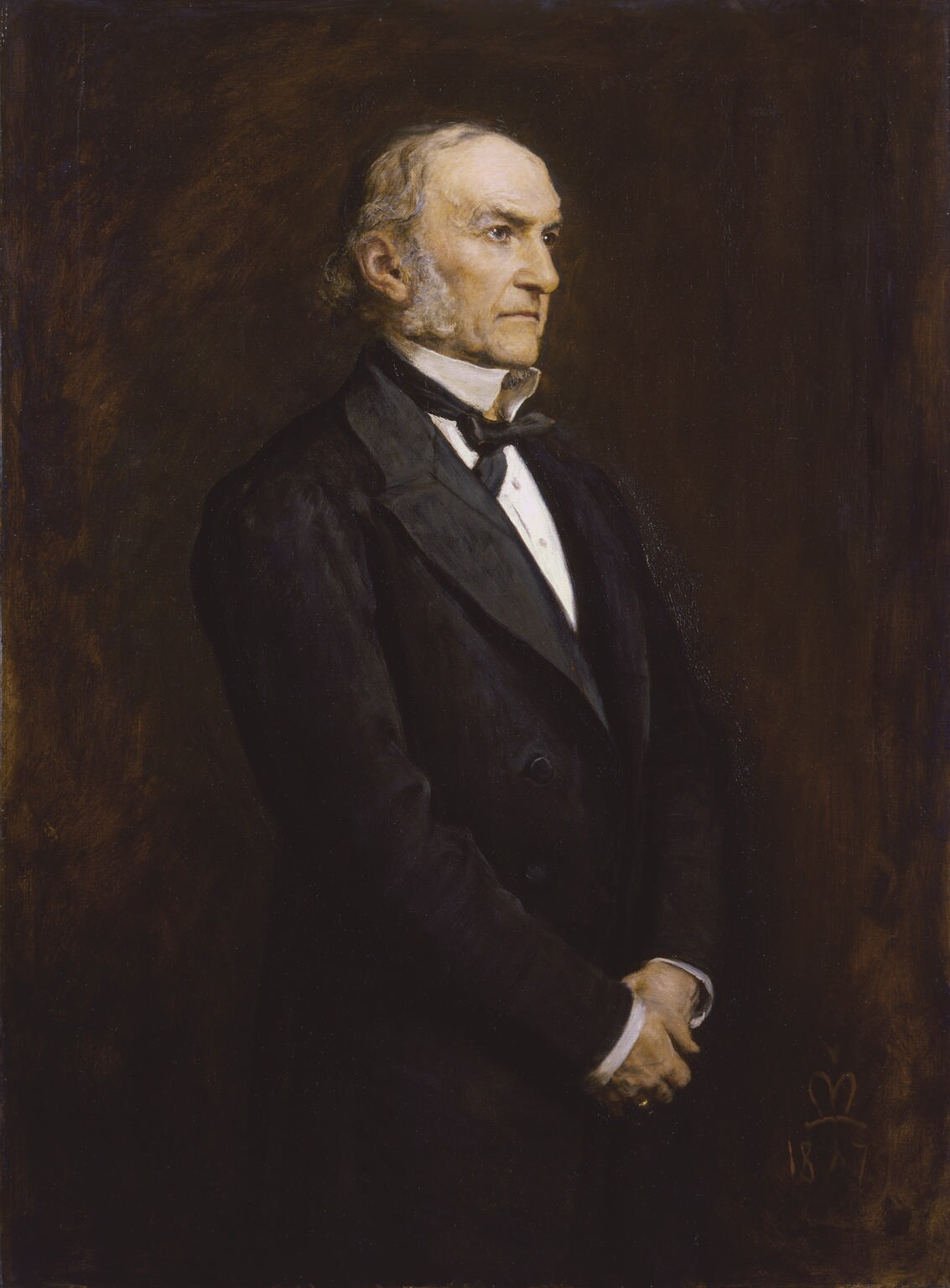
William Gladstone nel 1879

### Occupazione continua
Con la minaccia immediata della rivolta ora presa in considerazione, è iniziato il dibattito sull'occupazione. Già due giorni dopo la vittoria di Tell El Kebir, il primo ministro Gladstone chiese l'evacuazione dall'Egitto. Gladstone e l'ala radicale dei liberali sostenevano l'evacuazione e ponevano fine al doppio controllo attraverso l'eliminazione dell'influenza francese in Egitto, al fine di prevenire qualsiasi ulteriore necessità di intervento. Tuttavia, dall'altra parte politica, funzionari come il conte di Northbrook ritenevano necessario occupare l'Egitto per garantire il passaggio verso le colonie indiane. Le cose rimasero bloccate fino a quando una rivolta scoppiò in Sudan, (che era stata inizialmente ignorata da Londra) in cui le principali forze del Chedivato furono massacrate nel novembre 1883. Londra inviò il generale Charles Gordon in una spedizione di soccorso nel 1884, e divenne presto chiaro che gli inglesi non si sarebbero ritirati dal Sudan o dall'Egitto in breve tempo.

### Conferenza di giugno
I governi francese e britannico organizzarono una conferenza per discutere della questione egiziana, che si sarebbe dovuta tenuta il 28 giugno 1884. Ma durante la primavera di quell'anno, il segretario agli Esteri Granville provò a negoziare con il Primo Ministro francese Jules Ferry per raggiungere un accordo prima della data della conferenza. Mentre Ferry e Granville erano riusciti a trovare un accordo su un calendario di evacuazione britannico, la questione delle finanze e il controllo sulla Commissione del debito pubblico fece fallire i negoziati. Allo stesso tempo, il cancelliere tedesco Otto von Bismarck stava lavorando all'idea di una collaborazione franco-tedesca, che Ferry usò come attacco il giorno di apertura della conferenza, bloccando qualsiasi proposta britannica. A seguito di questo, Granville interruppe la conferenza il primo giorno, ponendo fine alle speranze di risolvere la questione nel frattempo.

## L'offensiva di Bismarck

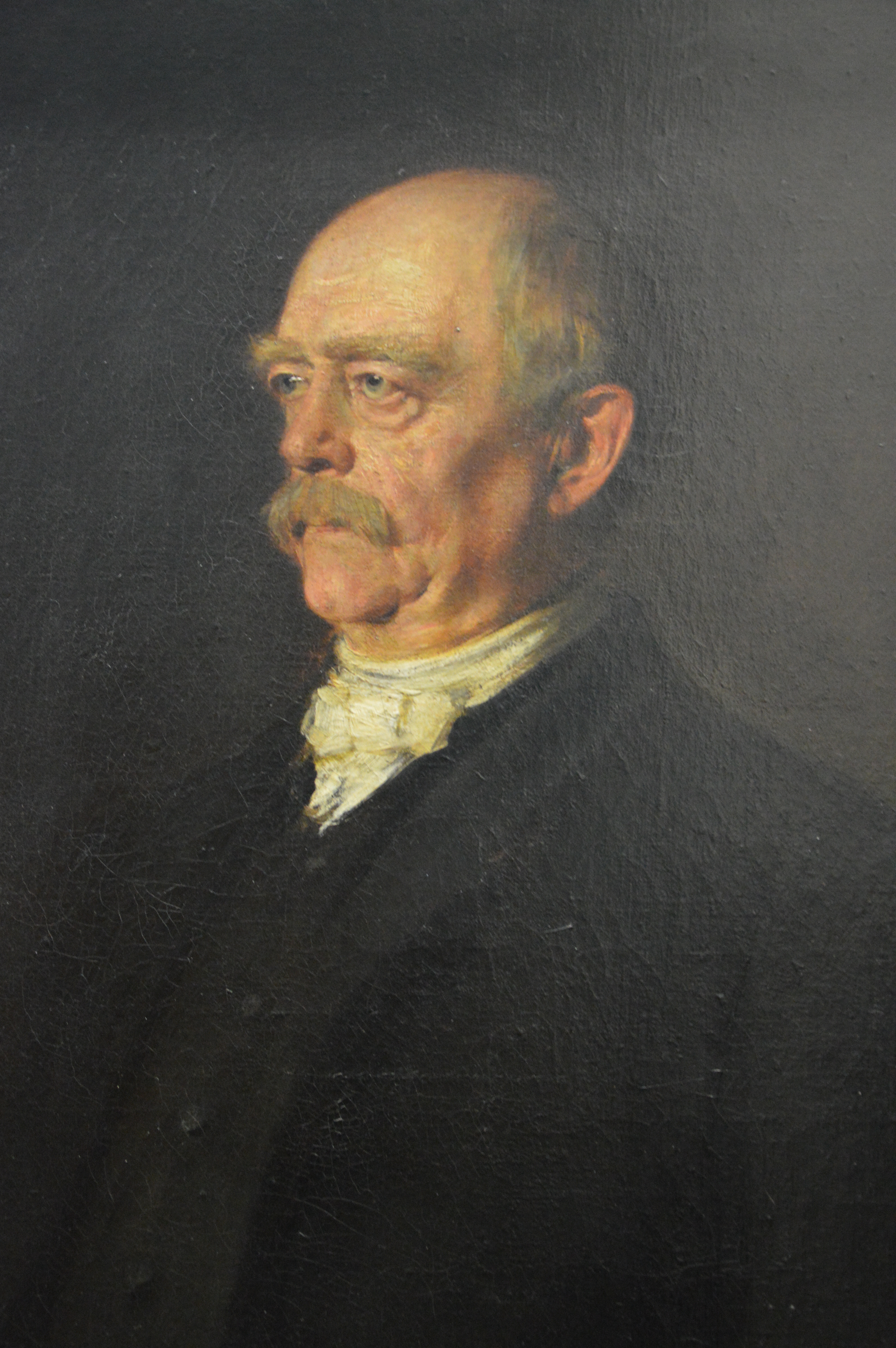
Otto von Bismarck nel 1884

### Disputa di Angra Pequena
Nel 1883, il mercante di tabacco di Brema Adolf Lüderitz acquistò l'ancoraggio ad Angra Pequena e sbarcò nel raggio di otto chilometri dal capitano Josef Frederiks II per £ 100 in monete d'oro e 200 fucili tramite il suo agente, Heinrich Vogelsang. Vogelsang continuò ad acquistare terreni da Frederiks, acquistando la costa da Angra Pequena al fiume Orange con una larghezza di 20 "miglia geografiche" (Frederiks aveva pensato che il miglio tedesco fosse lo stesso del miglio inglese, ma in realtà era cinque volte più lungo). Successivamente Lüderitz acquistò la costa settentrionale fino al fiume Kunene .
L'avventura era stata ufficialmente protetta dal governo tedesco il 24 aprile 1884, ma il 29 maggio il governo del Capo britannico annunciò l'annessione dell'Enclave della baia di Walvis, incensando i tedeschi. Con questo, l'ambasciatore tedesco a Londra, Georg Herbert Münster, minacciò di tagliare il sostegno tedesco in Egitto a meno che le richieste non fossero state soddisfatte, con le stesse minacce ripetute da Herbert von Bismarck a Granville. Il gabinetto di Gladstone decise di soddisfare le richieste tedesche, ma Bismarck lo respinse. Con l'avvicinarsi delle elezioni del Reichstag, Bismarck deliberatamente riscoprì una disputa in Nuova Guinea per sfruttare il sostegno dell'elettorato, peggiorando le relazioni anglo-tedesche.

### La questione sul Congo

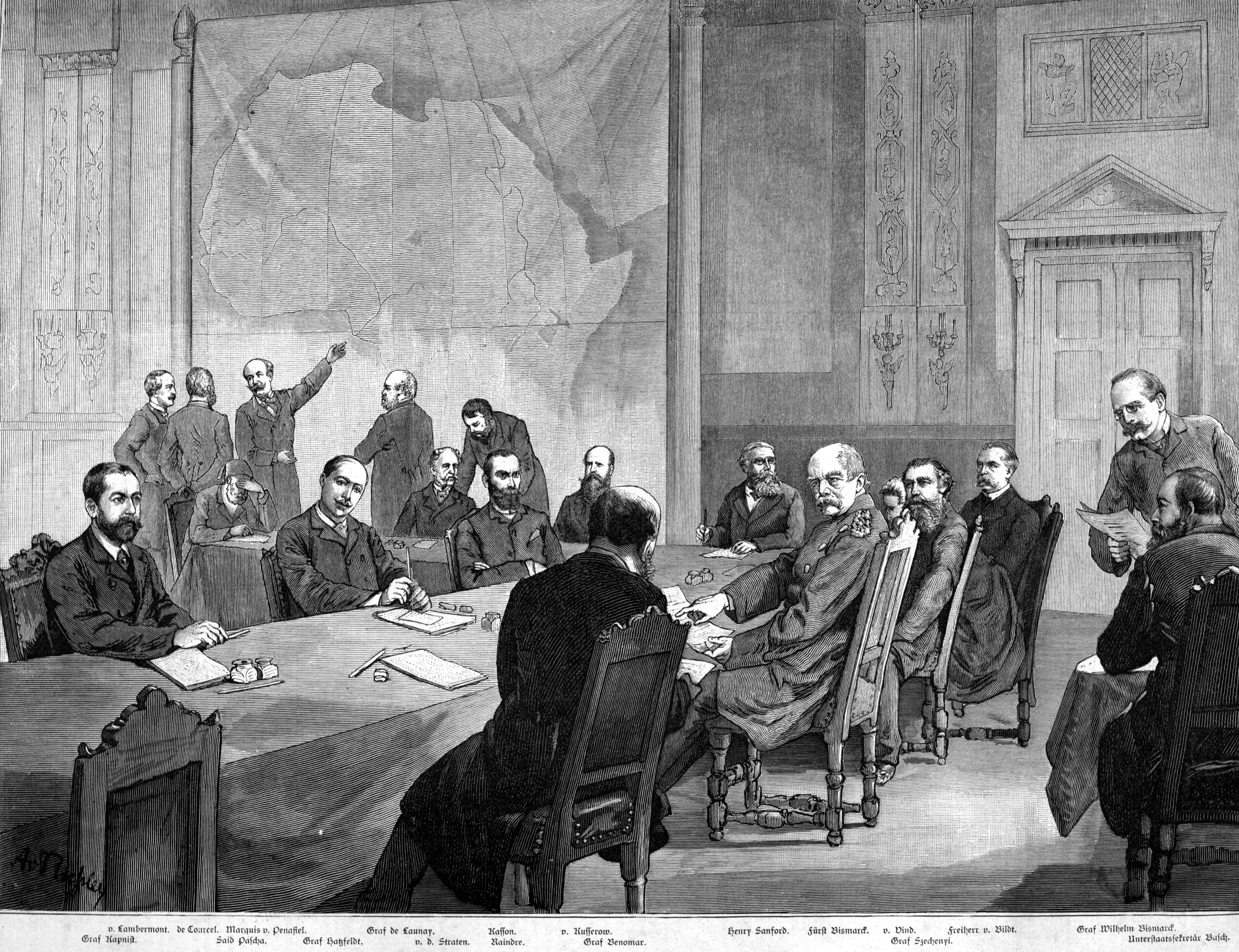
La conferenza di Berlino, come illustrato in "Illustrierte Zeitung"

Sin dall'invasione dell'Egitto nel 1882 alcuni funzionari britannici ritennero che i francesi avessero avuto il sopravvento nei negoziati, ciò fu appoggiato dalla firma del trattato anglo-portoghese del 26 febbraio 1884. In esso, gli inglesi riconobbero le dubbie rivendicazioni portoghesi di proprietà dell'area tra 50 ° 12 'e 8 ° latitudine sud nell'area del fiume Congo, che gli inglesi precedentemente avevano contestato. Il trattato fu impopolare nel Parlamento e per la stampa britannica, ma soprattutto la Francia dichiarò che non si sarebbe sentita vincolata dal trattato (13 marzo) insieme alla Germania (18 aprile), unendo le due nazioni contro il Regno Unito. La Francia invece propose una commissione internazionale riguardo al fiume. Tuttavia, la nuova alleanza franco-tedesca non si creò senza intoppi. I francesi non furono entusiasti riguardo all'idea di Bismarck di "reciproco libero scambio nei territori che entrambe le potenze occupavano sulla costa occidentale dell'Africa" e sarebbero andati avanti con il piano solo se pagati profumatamente, principalmente in Egitto, che i tedeschi non avevano in piano di accettare. Persino nell'agosto 1884 con la conferenza di Berlino sulla questione del Congo già pianificata in arrivo a novembre, Ferry non voleva che essa venisse percepita come "macchina da guerra contro l'Inghilterra" mentre il ministro francese a Berlino, il barone di Courcel, aveva seri dubbi su dove stava andando l'alleanza.
La Conferenza si aprì il 15 novembre 1884 e in gran parte si svolse senza imprevisti, con la maggior parte delle questioni a cui probabilmente era stata data risposta prima dell'effettiva apertura. A quel punto, il governo tedesco aveva promesso a Courcel e ai francesi di porre fine all'occupazione di qualsiasi territorio africano conteso tra Germania e Francia, alleggerendo le tensioni. La Conferenza (dopo aver litigato per linee di confine) terminò il 26 febbraio 1885. Gli inglesi avevano visto le loro richieste per lo più soddisfatte; ottenendo il riconoscimento del loro controllo sull'Egitto insieme all'internazionalizzazione del Congo e vedendosi in vantaggio sui francesi. Nel frattempo i tedeschi avevano guadagnato una partecipazione diretta negli affari africani, guadagnando anche prestigio come operatori di pace.

### L'offensiva di Guglielmo II
Tuttavia, gli inglesi avrebbero fatto dei passi verso i francesi, ora con le loro richieste soddisfatte. Bismarck cercò di mantenere al minimo i conflitti con gli inglesi, ma dopo il licenziamento di Bismarck per volere di Kaiser Wilhelm II nel 1890, il precario equilibrio di potere in Europa crollò. L'ambizioso giovane Kaiser aumentò le tensioni con gli inglesi attraverso la corsa agli armamenti anglo-tedeschi e la prima crisi marocchina durante le quali sfiorò prima la guerra con i francesi e gli inglesi e poi riconobbe il Sultan Abdelaziz del Marocco, sfidando il dominio francese nella regione. Ciò dimostrò che la nuova Entente Cordiale era forte e che un'alleanza anglo-francese non si sarebbe mossa, ponendo fine a tutte le possibilità di una resurrezione dell'alleanza anglo-tedesca che distruggesse la leva.

## Post mortem
L'entente franco-tedesca non si pensava potesse durare. Bismarck sfruttò la rabbia della Francia nei confronti della politica britannica "per schiacciare Gladstone contro il muro, in modo da non potesse più urlare". Le ragioni per spingere Londra contro il muro erano numerose. Se tedeschi e francesi fossero riusciti a screditare Gladstone e la sua diplomazia morale liberale, la minaccia del liberalismo e della socialdemocrazia in Germania sarebbe stata eliminata. Anche Gladstone era solidale con i russi, che si frapponevano alle aperture anglo-tedesche. Screditando Gladstone, il conservatore Lord Salisbury avrebbe potuto essere riportato in carica e ripristinata la cooperazione anglo-tedesca. La politica della pressione era di "... ottenere la buona volontà dell'Inghilterra - anche se una buona volontà accompagnata dal digrignare dei denti - attraverso un'alleanza con la Francia", a quel punto gli inglesi avrebbero ceduto alla pressione, la Germania avrebbe lasciato fuori i francesi e le relazioni sarebbero state ristabilite tra i due poteri germanici.
Stabilire questa buona volontà avrebbe anche portato maggiori opportunità di produrre ed esportare merci e prodotti nel continente africano che gli inglesi avevano monopolizzato. Daniel De Leon teorizzò che mentre la Germania aveva una forte popolazione e uno dei più alti tassi di natalità in Europa occidentale, (nel 1900 c'erano 4,93 bambini per donna tedesca, rispetto al 3,53 del Regno Unito e al 2,8 della Francia) questo vantaggio competitivo sarebbe stato annacquato a causa dell'emigrazione di massa dalle aree rurali. Agli occhi di De Leon, Bismarck non voleva colonie per il bene della colonizzazione, ma invece per favorire la crescita economica; creare una classe industriale-capitalista che potesse quindi creare prosperità economica a livello nazionale e mantenesse gli aspiranti emigranti a casa, grazie ad un tenore di vita più elevato. Ciò fu dimostrato attraverso la creazione della Deutsche Ost-Afrika Linie nel 1890, ma anche alcuni anni prima dalla richiesta di credito da parte del Reichstag da parte di Bismarck per stabilire linee di navigazione a vapore dirette verso l'Asia, l'Africa e l'Australia, direttamente congiungendo l'Impero di Germania con i mercati esteri. Sebbene solo la Linea Australiana attraversava il Reichstag, Bismarck era fortemente intenzionato nel portare l'unità dell'impero attraverso questo processo coloniale.